# Chicago boys
I Chicago boys sono stati un gruppo di economisti cileni di spicco intorno agli anni settanta e ottanta, la maggioranza dei quali aveva studiato presso l'Università di Chicago, sotto Milton Friedman e Arnold Harberger, o l'affiliata Pontificia università cattolica del Cile. Al loro ritorno in America Latina assunsero posizioni in numerosi governi sudamericani, inclusa la dittatura militare del Cile di Pinochet, all'interno dei quali, in qualità di consulenti economici, molti di loro raggiunsero posizioni di rilievo.
Mentre l'Heritage Foundation attribuisce loro il merito di aver trasformato il Cile nell'economia con le migliori prestazioni dell'America Latina e in una delle giurisdizioni più favorevoli alle imprese del mondo, i critici sottolineano drastici aumenti della disoccupazione che possono essere attribuiti alle politiche di contro-inflazione attuate su loro consiglio. Alcuni, come il premio Nobel Amartya Sen, hanno sostenuto che queste politiche erano intenzionalmente intese a servire gli interessi delle società statunitensi a spese delle popolazioni latinoamericane.

## Storia
Il termine "Chicago boys" è stato utilizzato a partire almeno dagli anni '80 per descrivere gli economisti latinoamericani che avevano studiato o concordavano con le teorie economiche libertarie che allora venivate insegnate all'Università di Chicago (anche se alcuni di loro si erano laureati ad Harvard o al MIT). Sostenevano la deregolamentazione diffusa, la privatizzazione e altre politiche di libero mercato per economie strettamente controllate. I Chicago boys salirono alla ribalta come leader delle prime riforme avviate in Cile durante il governo del generale Augusto Pinochet. Milton e Rose Friedman usarono il termine "Chicago boys" nel loro libro di memorie: "Nel 1975, quando l'inflazione infuriava ancora e una recessione mondiale innescò una depressione in Cile, il generale Pinochet si rivolse ai "Chicago boys "; nominò molti di loro a potenti posizioni nel governo."
Il programma di formazione è stato il risultato del "Progetto Cile" organizzato negli anni '50 dal Dipartimento di Stato USA, attraverso il programma Point Four, il primo programma statunitense di sviluppo economico internazionale.  È stato finanziato dalla Ford Foundation e dalla Rockefeller Foundation con lo scopo di influenzare il pensiero economico cileno. Il Dipartimento di Economia dell'Università di Chicago ha istituito programmi di borse di studio con l'Università cattolica del Cile. Circa un centinaio di studenti selezionati tra il 1957 e il 1970 hanno ricevuto una formazione, prima in un programma di apprendistato in Cile e poi in un lavoro post laurea a Chicago.
Il progetto si svolse senza particolari conseguenze fino all'inizio degli anni '70. Le idee dei Chicago Boys rimasero ai margini del pensiero economico e politico cileno, anche dopo che un gruppo di loro ebbe preparato un "Programma per lo sviluppo economico" di 189 pagine chiamato El ladrillo ("il mattone"), che fu presentato nel 1969 come parte della fallimentare candidatura presidenziale di Jorge Alessandri. Alessandri rifiutò El Ladrillo, ma fu rivisitato dopo che il colpo di Stato cileno dell'11 settembre 1973 portò al potere Augusto Pinochet, e divenne la base della politica economica del nuovo regime.
Anche se il Progetto Cile è terminato, il collegamento formativo tra il Cile e l'Università di Chicago continua. Una delle numerose organizzazioni di networking per gli alumni, inclusi i Chicago Boys, è il "Latin American Business Group presso la Chicago Booth School of Business" (LATAM). Il termine continua ad essere utilizzato nella cultura popolare, nelle riviste economiche, nella stampa e nei media. Un film cileno è intitolato Chicago Boys.

## Chicago boysfamosi[famosi secondo chi?]

### Cile
- Jorge Cauas, ministro delle finanze, 1975-1977
- Sergio de Castro, ministro delle finanze, 1977-1982
- Pablo Baraona, ministro dell'economia, 1976-1979
- José Piñera, ministro del lavoro e delle pensioni, 1978-1980; ministro delle miniere, 1980-1981 (ha conseguito un master e un dottorato in economia ad Harvard)
- Hernán Büchi, ministro delle finanze, 1985-1989 (ha ricevuto un MBA presso la Columbia University)
- Alvaro Bardón, presidente della Banca Centrale del Cile; ministro dell'economia, 1982-1983
- Juan Carlos Méndez, direttore del bilancio, 1975-1981
- Emilio Sanfuentes, consigliere economico della Banca Centrale del Cile
- Sergio de la Cuadra, presidente della Banca Centrale del Cile; ministro delle finanze, 1982
- Rolf Lüders, ministro dell'economia, 1982; ministro delle finanze, 1982-83)
- Francisco Rosende, direttore della ricerca, Banca centrale del Cile, 1985 e 1990; commissione antitrust, 1999 e 2001; preside e professore di economia, Facoltà di Economia e Commercio della PUC, 1995-presente
- Miguel Kast, ministro della pianificazione, 1978-1980; ministro del lavoro, 1980-1982; governatore della Banca Centrale del Cile, 1982-1983
- Martín Costabal, direttore del bilancio, 1987-1989
- Juan Ariztía Matte, sovrintendente alle pensioni, 1980-1990
- Maria Teresa Infante, ministro del lavoro, 1988-1990
- Camilo Carrasco Alfonso, direttore generale della Banca Centrale del Cile, 1994-2005
- Joaquín Lavín, ministro dell'istruzione, 2010-2011; ministro della pianificazione, 2011-2013; sindaco di Las Condes, 2016-presente
- Cristián Larroulet Vignau, capo di stato maggiore del ministro delle finanze; membro della commissione nazionale per le privatizzazioni; responsabile commissione antitrust; ministro del segretariato generale della presidenza, 2010 - presente; direttore esecutivo di Libertad y Desarrollo, un think tank privato; preside e professore di economia della facoltà di economia e commercio presso l'Universidad Del Desarrollo (UDD) di Santiago del Cile; membro di consigli di amministrazione di diverse imprese pubbliche; membro della Mont Pelerin Society
- Juan Andrés Fontaine, ministro dell'economia, 2010-2011
- Francisco Pérez Mackenna, amministratore delegato di Quinenco, uno dei più grandi conglomerati del Cile, con un patrimonio di oltre 33,1 miliardi di dollari dal 1998 ad oggi; direttore di molte società del gruppo Quinenco, tra cui Banco de Chile, Madeco, CCU, Inversiones y Rentas, LQIF, ECUSA, CCU Argentina e Banchile Corretores de Bolsa, e consigliere del consiglio di Vina San Pedro Tarapaca; CEO di CCU, 1991-1998 (laureato in Economia aziendale presso l'Universidad Católica de Chile e MBA presso l'Università di Chicago)
- Ernesto Fontaine, professore, facoltà di economia e amministrazione, Pontificia Universidad Católica de Chile; ritornato in Cile finanziato dalla Inter American Development Bank, 1976; capo della "unità di finanziamento esterno", l'Organizzazione degli Stati americani (OAS), dove ha organizzato un programma di assistenza tecnica che ha formato squadre di funzionari pubblici nella preparazione del progetto e nella valutazione sociale; consulente della Banca mondiale, Organizzazione per la cooperazione e lo sviluppo economico (OCSE)

### Altrove in America Latina
Sebbene il gruppo più numeroso e influente dei cosiddetti Chicago boys fosse di origine cilena, ci furono molti altri laureati latinoamericani presso l'Università di Chicago nello stesso periodo. Questi economisti hanno continuato a plasmare le economie dei rispettivi paesi e includono persone come Sócrates Rizzo, Francisco Gil Díaz, Fernando Sanchez Ugarte, Carlos Isoard y Viesca del Messico, Adolfo Diz, Roque Fernández, Carlos Alfredo Rodríguez, Fernando de Santibañes e Ricardo Lopez Murphy dell'Argentina, il brasiliano Paulo Guedes, ed altri in Perù, Colombia, Uruguay, Costa Rica e Panama.